# Чибанга
Чибанга  (фр. Tchibanga) — город в Габоне, административный центр провинции Ньянга и департамента Мугуци. Население Чибанги по данным на 2010 год составляет 25 239 жителей. Президент Омар Бонго имел в Чибанге летний дом, которым он никогда не пользовался.

## География
Город расположен примерно в 408 км к юго-востоку от столицы страны, города Либревиль, на автодороге N6, недалеко от водопада Ивела, на берегу реки Ньянга. В отличие от большинства других городов Габона, вокруг Чибанги нет джунглей, так как город расположен в зоне высокотравных саванн.

## Климат
| Показатель                    | Янв.  | Фев.  | Март  | Апр.  | Май   | Июнь | Июль | Авг. | Сен. | Окт.  | Нояб. | Дек.  | Год    |
| ----------------------------- | ----- | ----- | ----- | ----- | ----- | ---- | ---- | ---- | ---- | ----- | ----- | ----- | ------ |
| Средний суточный максимум, °C | 31,2  | 31,9  | 32,5  | 32,7  | 31,4  | 28,8 | 27,8 | 26,7 | 28,8 | 30,3  | 30,5  | 30,5  | 30,4   |
| Средняя температура, °C       | 26,8  | 27,1  | 27,5  | 27,7  | 26,8  | 24,3 | 23,3 | 22,8 | 25,0 | 26,3  | 26,4  | 26,4  | 25,9   |
| Средний суточный минимум, °C  | 22,3  | 22,3  | 22,5  | 22,6  | 22,2  | 19,8 | 18,7 | 18,8 | 21,1 | 22,3  | 22,2  | 22,3  | 21,4   |
| Норма осадков, мм             | 176,2 | 169,9 | 205,9 | 200,6 | 104,7 | 5,5  | 0,1  | 0,3  | 6,0  | 127,9 | 272,5 | 171,6 | 1441,2 |
| Источник:                     |       |       |       |       |       |      |      |      |      |       |       |       |        |

## Инфраструктура
В Чибанге имеется торговый квартал и рынок, больница, две школы, почта, большая католическая церковь и аэропорт. Центр города обеспечен электричеством от местной небольшой электростанции и свежей водой из водопровода.
В Чибанге есть аэропорт, однако он работает нерегулярно и большую часть времени закрыт. Рейсы самолетов совершаются в Либревиль.
Сообщение с Либревилем поддерживается местными такси (время в пути — 12 часов).

## Демография
Население города по годам:
| 1993   | 2010   |
| ------ | ------ |
| 14 054 | 25 239 |

## Известные жители
- Шива Н’Зигу — габонский футболист, выступает за французский футбольный клуб Реймс.